# Dispositivo attivo
Un dispositivo attivo (o componente attivo), in elettronica, è un componente elettronico nel quale è presente un elemento capace di generare (e fornire) energia elettrica. I dispositivi attivi comprendono ad esempio transistor e circuiti integrati.
Si contrappone a questa vasta categoria di componenti, una seconda, altrettanto numerosa, comprendente dispositivi passivi, quali resistori, condensatori, induttori ecc.
Un componente attivo non rispetta la condizione di passività, che consiste nel non introdurre energia nel circuito.